# Polygona filosa
Polygona filosa is een slakkensoort uit de familie van de Fasciolariidae. De wetenschappelijke naam van de soort is voor het eerst geldig gepubliceerd in 1829 door Schubert & Wagner.